# هيلموت زنكر
هيلموت زنكر (بالألمانية: Helmut Zenker)‏ (و. 1949 – 2003 م) هو مؤلف، وكاتب أغاني، وكاتب نمساوي، كان عضوًا في الحزب الشيوعي النمساوي، توفي في فيينا، عن عمر يناهز 54 عاماً.

## جوائز
حصل على جوائز منها:
- نيشان الفنون والآداب من رتبة قائد (17 يناير 2013)[9]
- جائزة المنافسة العامة  [لغات أخرى]‏ (1946)

## وصلات خارجية
- هيلموت زنكر على موقع IMDb (الإنجليزية)
- هيلموت زنكر على موقع مونزينجر (الألمانية)
- هيلموت زنكر على موقع ألو سيني (الفرنسية)
- هيلموت زنكر على موقع ميوزك برينز (الإنجليزية)
- هيلموت زنكر على موقع أول موفي (الإنجليزية)
- هيلموت زنكر على موقع ديسكوغز (الإنجليزية)
- هيلموت زنكر على موقع قاعدة بيانات الفيلم (الإنجليزية)
- هيلموت زنكر على موقع كينوبويسك (الروسية)